# Josef Limburg
Jozef Limburg  (ur. 10 lipca 1874 w Hanau nad Menem, zm. 20 grudnia 1955 r. w Berlinie-Charlottenburg) – złotnik i rzeźbiarz, aktywny na Górnym Śląsku.
Najmłodszy z sześciorga dzieci Walentina i Kathariny, z domu Dress. Umiejętności złotnika 14-letni Józef zaczął zdobywać pod okiem swojego ojca, z czasem doskonalił je u Louisa Beschora w Dziale Złotnictwa w Akademii Sztuk w Hanau. Studia ukończył w tej Akademii pod kierunkiem rzeźbiarza prof. Maxa Wiesego. Uczył się także od prof. Viktora Tilgnera w Wiedniu i prof. Gerarda Janenscha na Akademii Sztuk Pięknych w Berlinie, gdzie osiadł na stałe. Na Górnym Śląsku Limburg pojawił się w 1904 roku, w celu wykonania w marmurze popiersia Piusa X. Tuż po I wojnie światowej w 1919 roku, dla kościoła w Skorogoszczy wyrzeźbił z piaskowca ołtarz, w formie zminiaturyzowanej świątyni o cechach romańskich. Fundatorką była Elizabeth von Kerssenbrock, ówczesna właścicielka tej miejscowości. Ołtarz znajduje się w kościele pod wezwaniem św. Jakuba Apostoła.

## Dzieła
1. Popiersie Franza von Ballestrema, 1905
2. Pomnik Giovanni Battista Ballestrero di Castellengo, 1907
3. Chrystus pocieszający pielgrzyma, 1913
4. Czarne Anioły, kościół pw. św. Józefa, Ruda Śląska, 1911
5. Nagrobek Ferdynanda von Kerssenbrocka, 1921
6. Statua Najświętszego Serca Pana Jezusa, 1924
7. Rzeźby górnika, hutnika, rolnika i leśnika nad wejściem głównym do budynku dawnego zarządu dóbr Ballestremów w Gliwicach - obecnie siedziba Sądu Administracyjnego
8. Anioł opłakujący, Muzeum Miejskie, Ruda Śląska

## Galeria

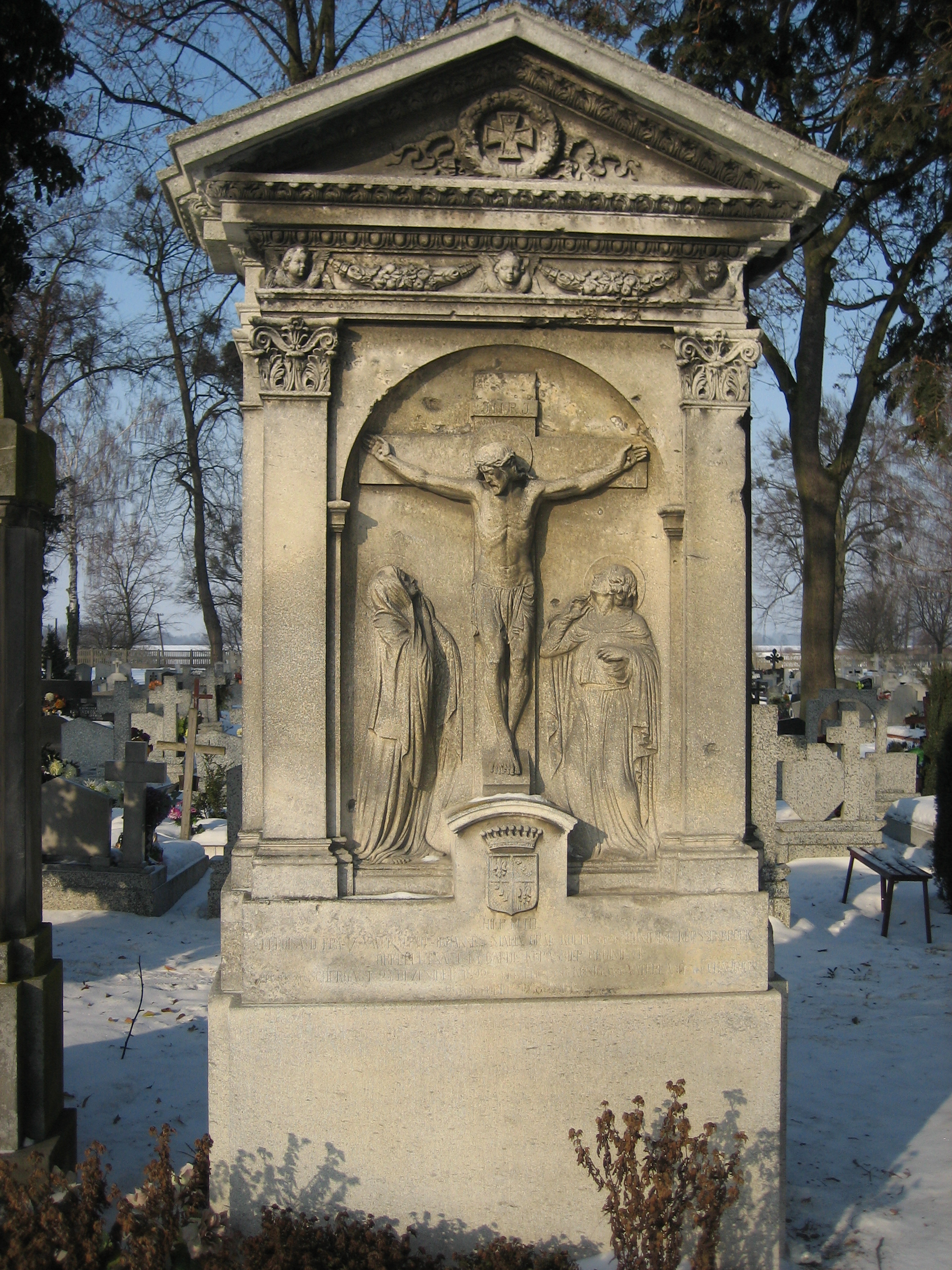
Nagrobek Ferdynanda von Kerssenbrocka, Skorogoszcz
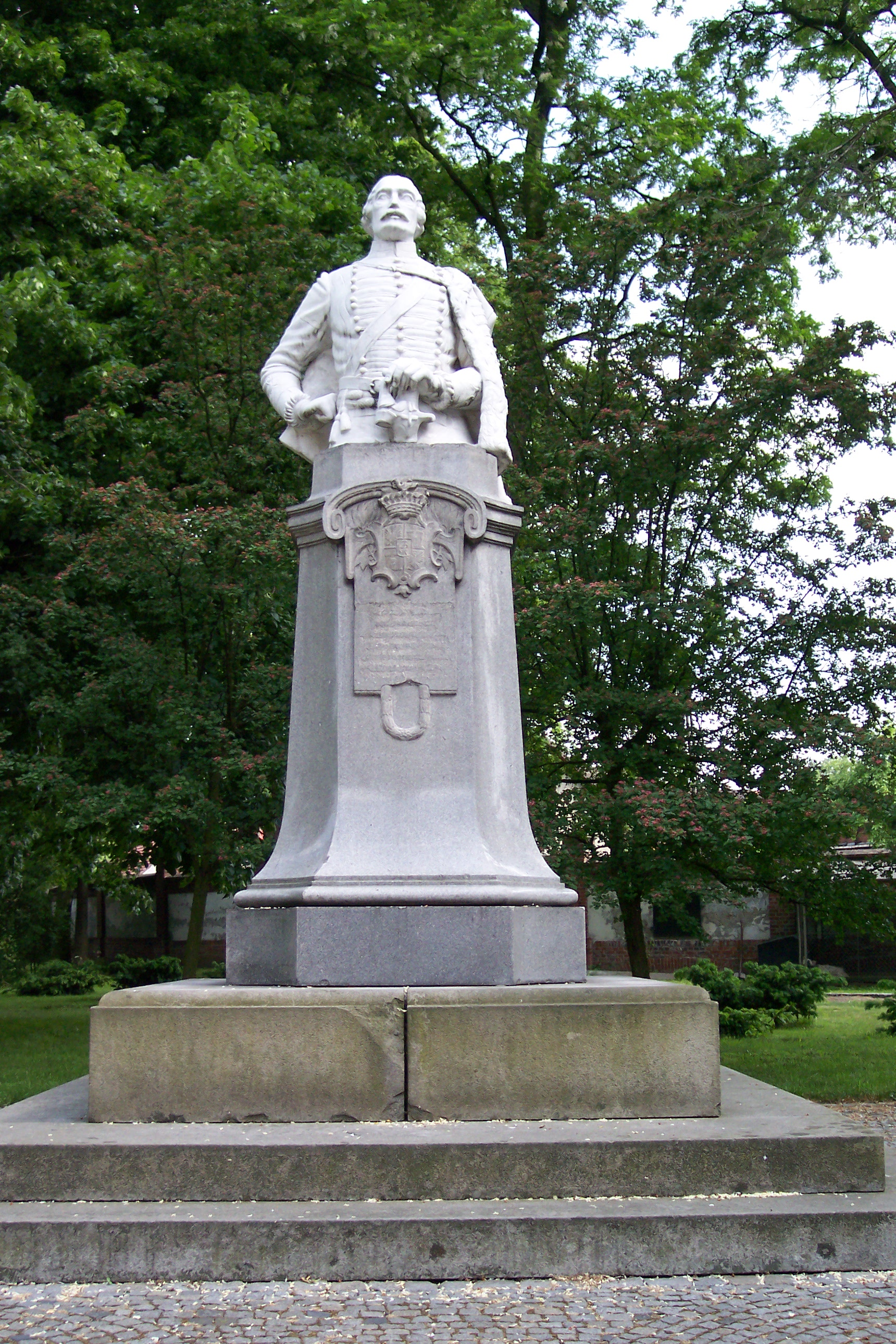
Giovanni Battista Angelo von Ballestrem di Castellengo (1709-1757). Pomnik na dziedzińcu pałacu w Pławniowicach
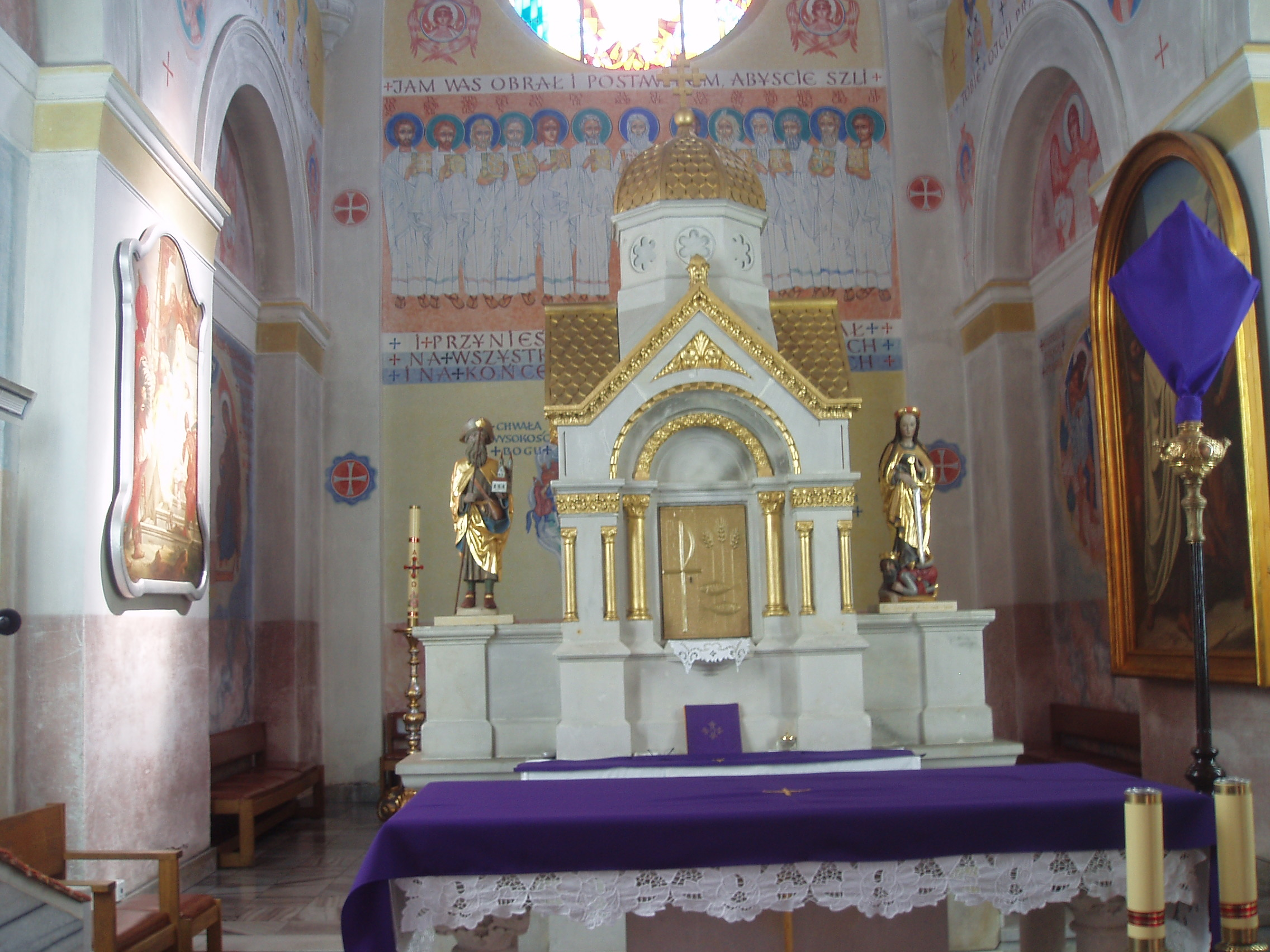
Ołtarz kościoła pw. św. Jakuba Apostoła, Skorogoszcz
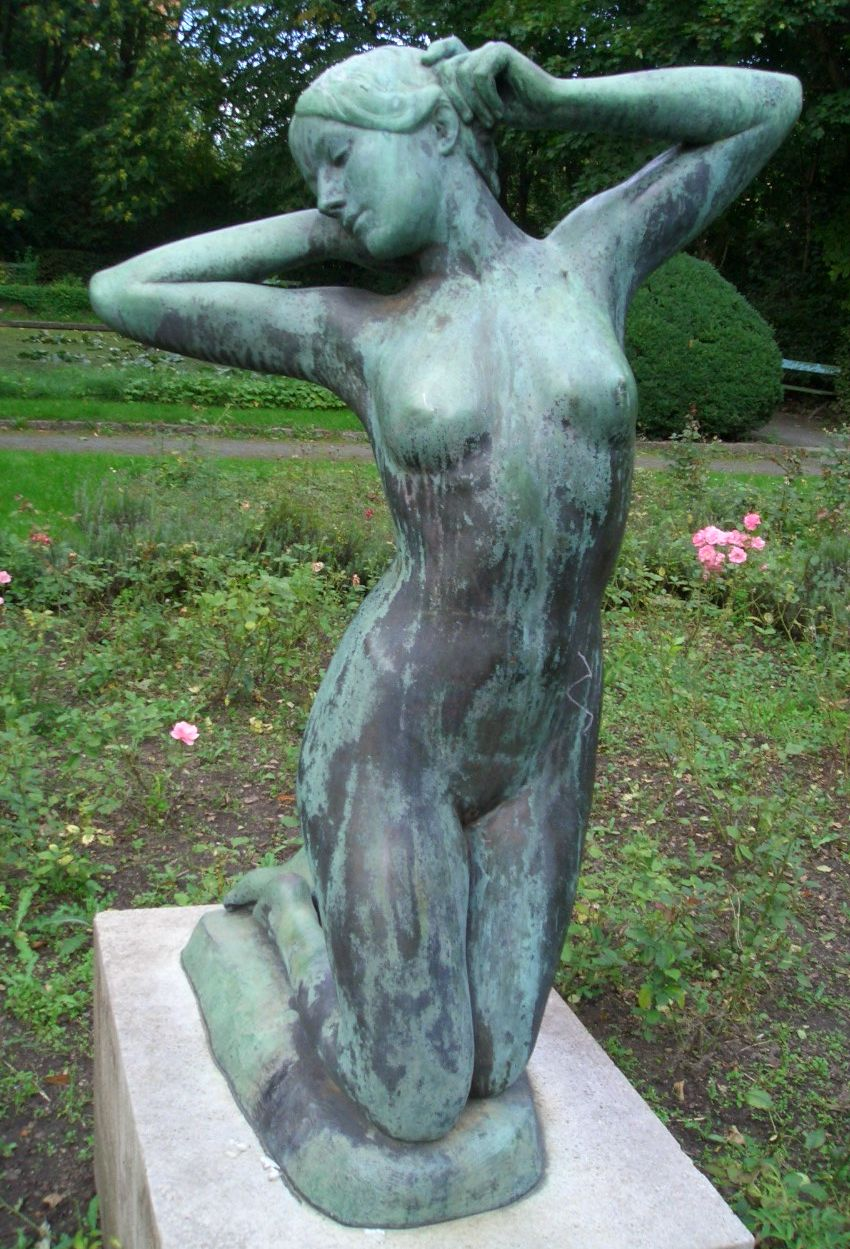
Rzeżba Dorosła dziewczyna [1] w parku miejskim berlińskiej dzielnicy Steglitz
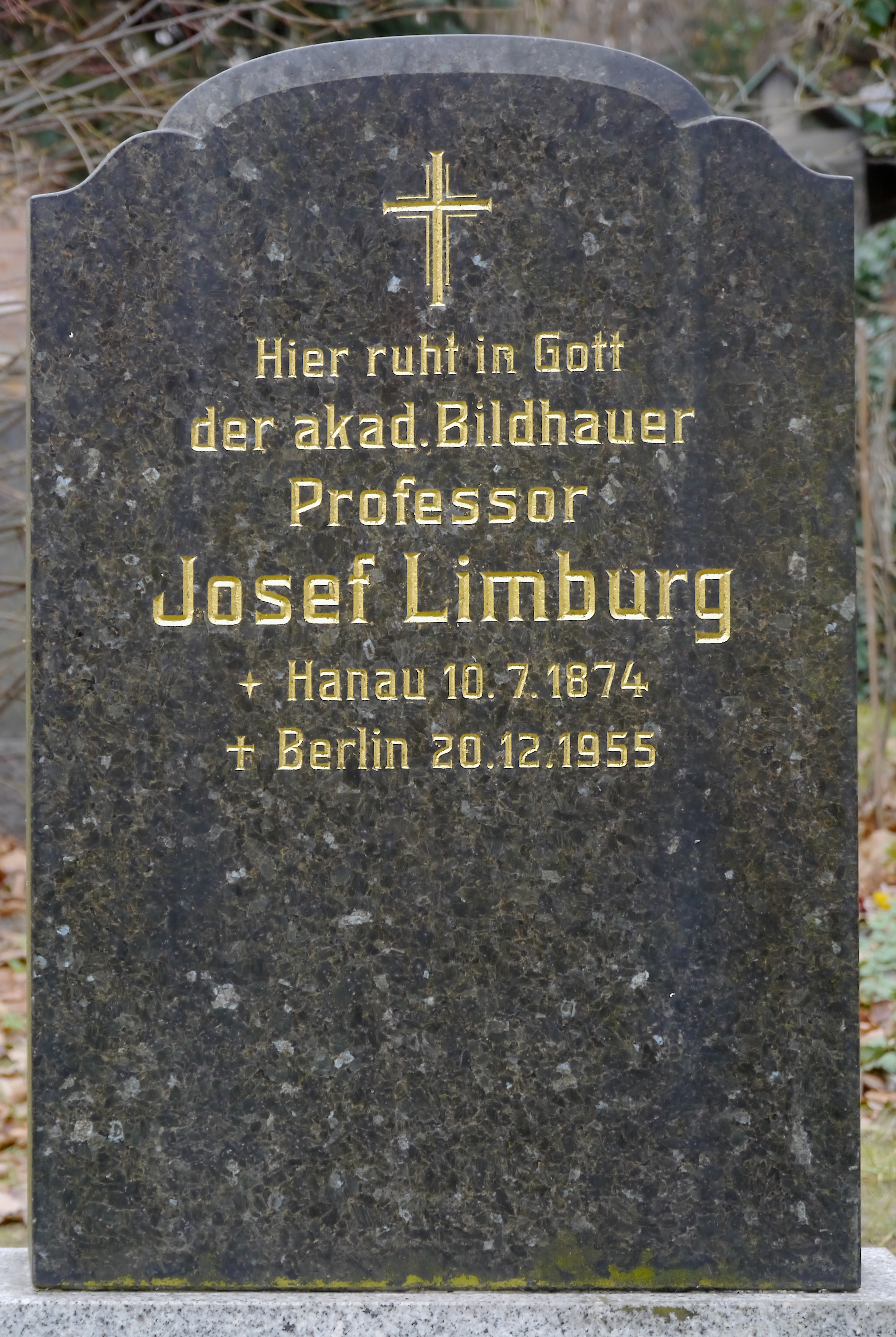
Nagrobek Limburga w Berlinie
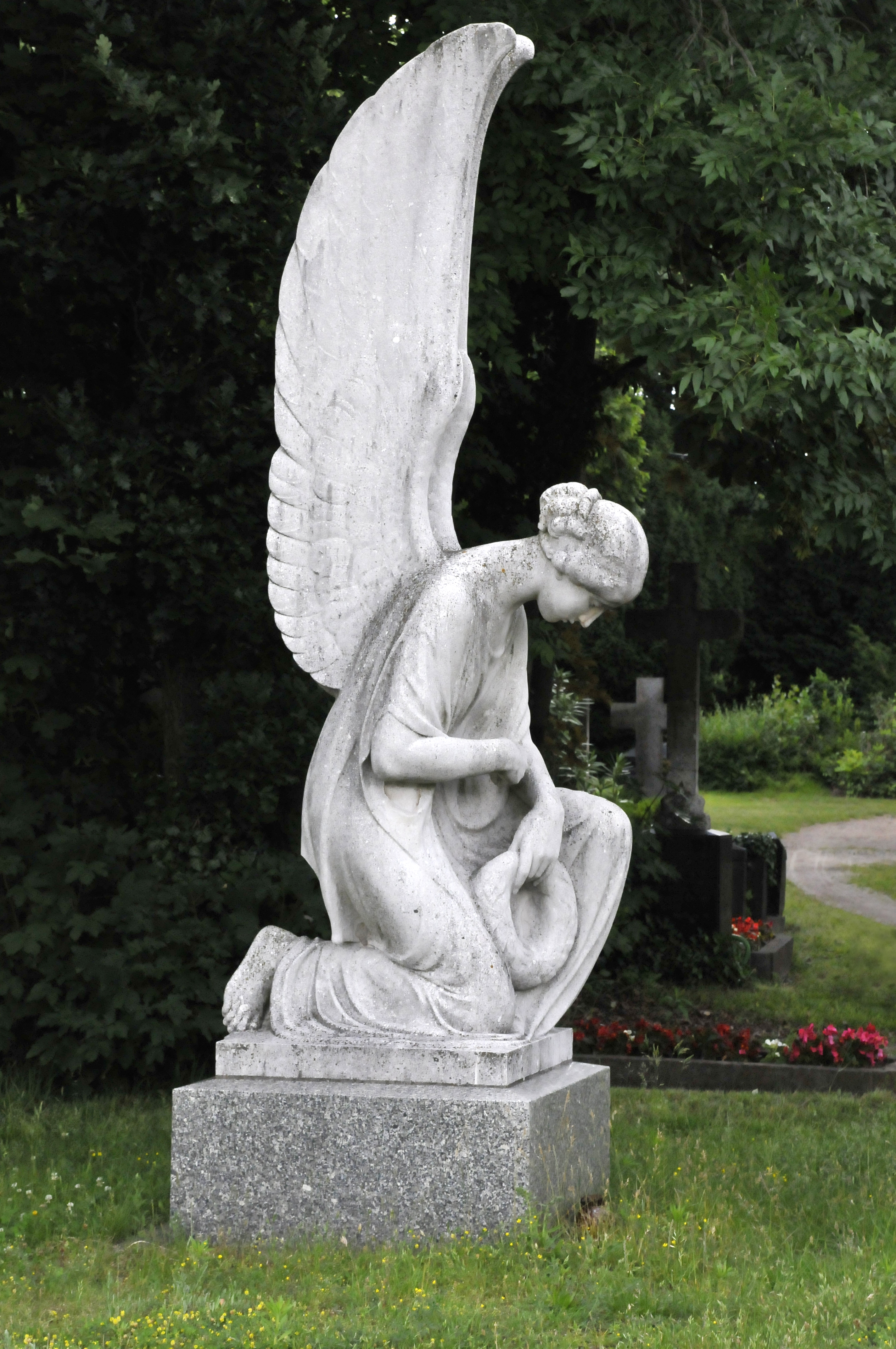
Anioł przy wejściu na stary cmentarz parafii katedralnej Św. Jadwigi w Berlinie
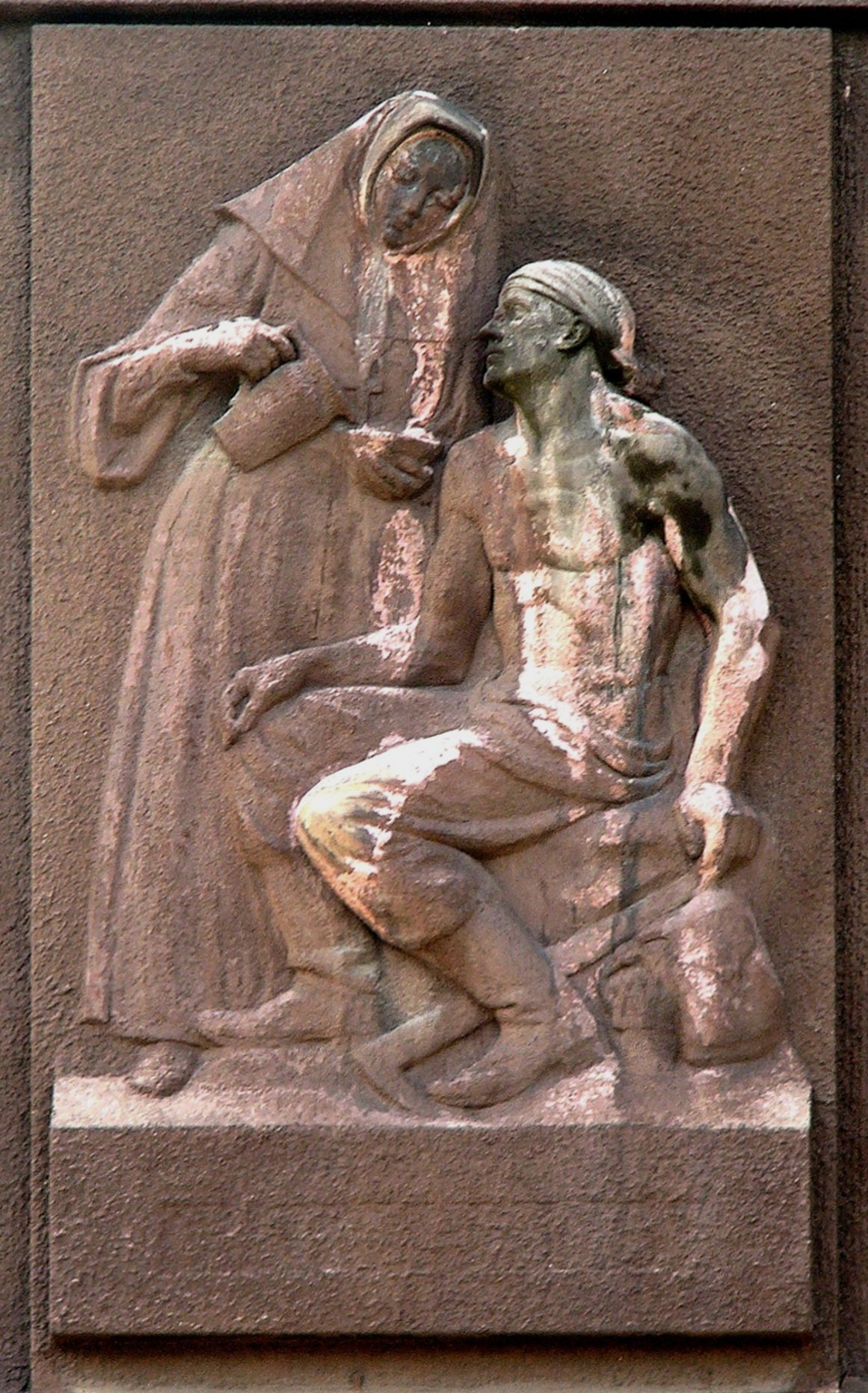
Opieka nad słabym – płaskorzeźba na elewacji dawnego gwarectwa węglowego w Gliwicach
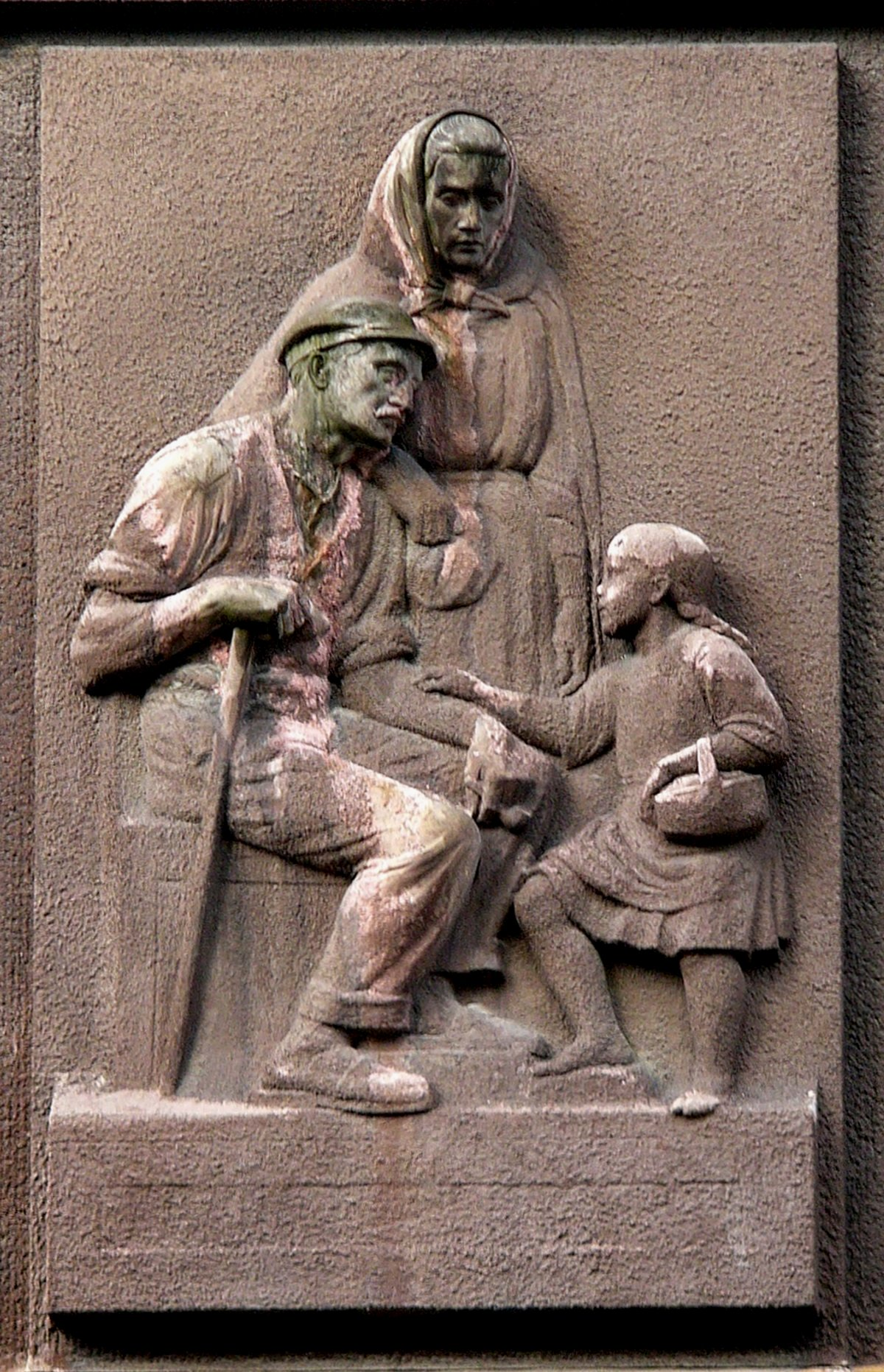
Opieka nad starym– płaskorzeźba na elewacji dawnego gwarectwa węglowego w Gliwicach
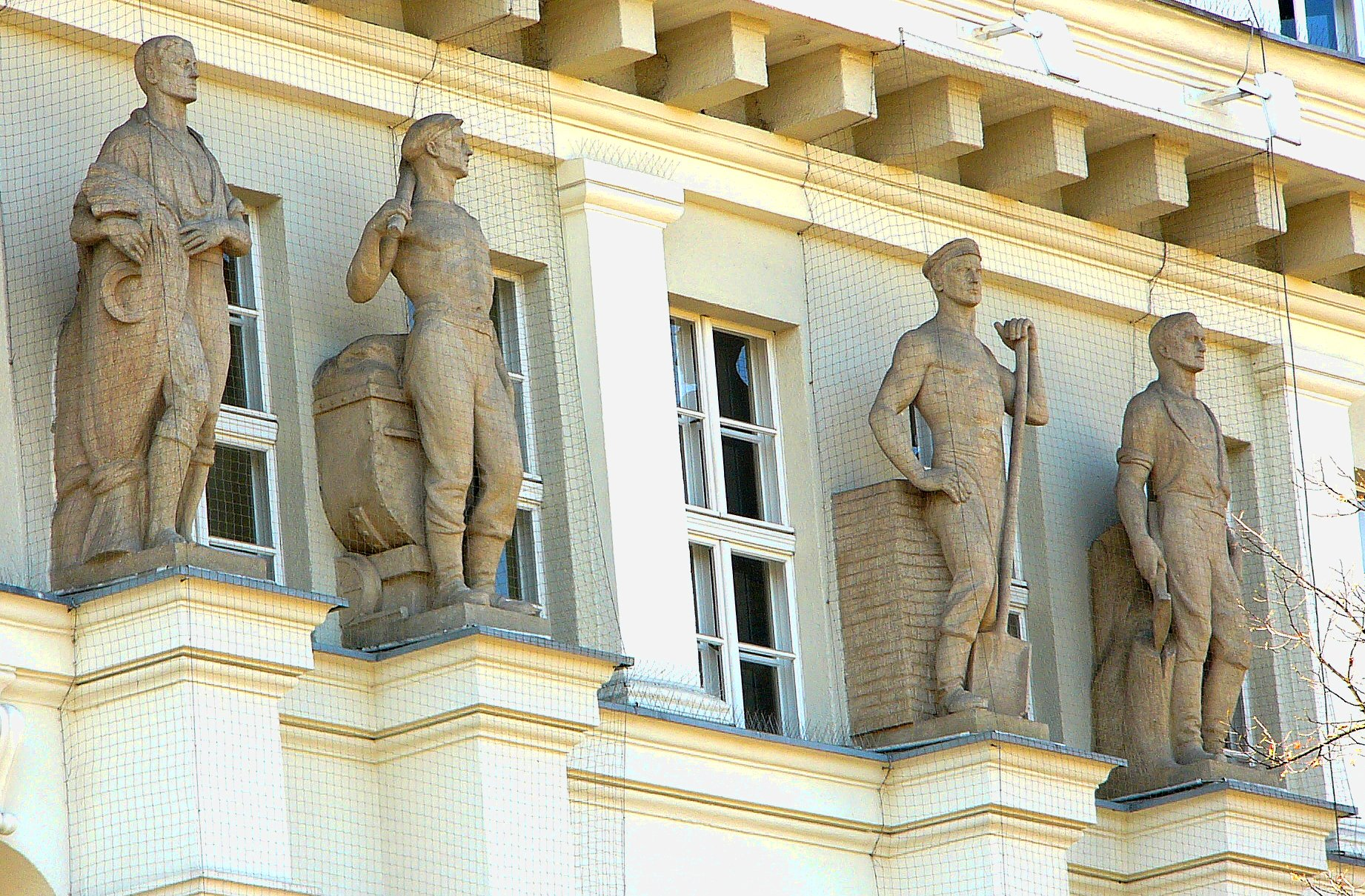
Czterech rzemieślników nad wejściem do budynku dawnego zarządu dóbr rodu Ballestrem‘ów w Gliwicach